# Stockholm megye
Stockholm megye (Stockholms län) Közép-Svédország egyik megyéje. Szomszédai: Uppsala és Södermanland megyék. Keleten a Mälaren-tó és a Balti-tenger határolja. Stockholm Svédország fővárosa. Területe a svéd nemzeti terület 1,6 százalékát teszi ki.

## Tartományok
A megye Uppland és Södermanland tartományok részeiként létezik.

## Címer

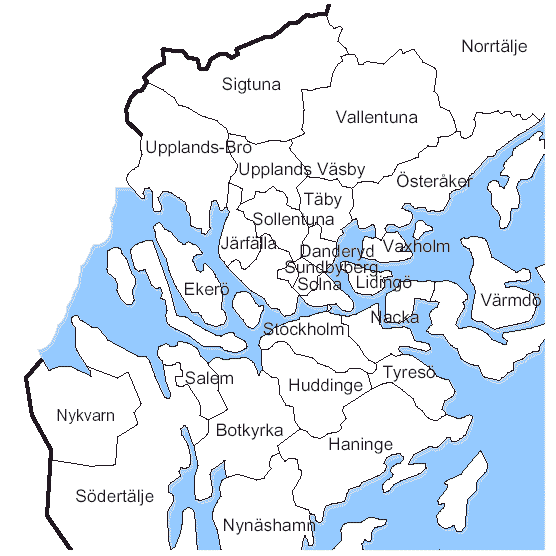

A megye címere a két tartomány és Stockholm címere összevonva. Ha a korona is rajta van, akkor a Megye Adminisztrációs Bizottságát jelöli.

## Népesség
| Lakosok száma | 2 181 318 | 2 308 143 | 2 344 124 | 2 377 081 | 2 391 990 | 2 415 139 | 2 440 027 | 2 454 821 | 2 469 395 |
|               | 2014      | 2017      | 2018      | 2019      | 2020      | 2021      | 2022      | 2023      | 2024      |

Svédország teljes lakosságának aránya 21 százalék. 

## Legnagyobb városai
- Stockholm (949.761) (2018)
- Södertälje (70.777) (2016)
- Täby (57.834)
- Upplands Väsby (35.919)
- Tumba (34.101)
- Lidingö (30.107)
- Åkersberga (24.858)
- Vallentuna (24.755)
- Märsta (22.121)
- Boo (20.403)

## Külső hivatkozások
- Stockholm megye adminisztrációja
- Stockholm megye